# Главное управление почт и телеграфов
Гла́вное управле́ние почт и телегра́фов (ГУПТ) — государственный орган Российской империи в 1884—1917 годах, занимавшийся вопросами организации и деятельности почтово-телеграфной службы.
Орган с похожим названием (Главное управление почт) существовал также в 1830—1865 годах.

## История

### XIX век

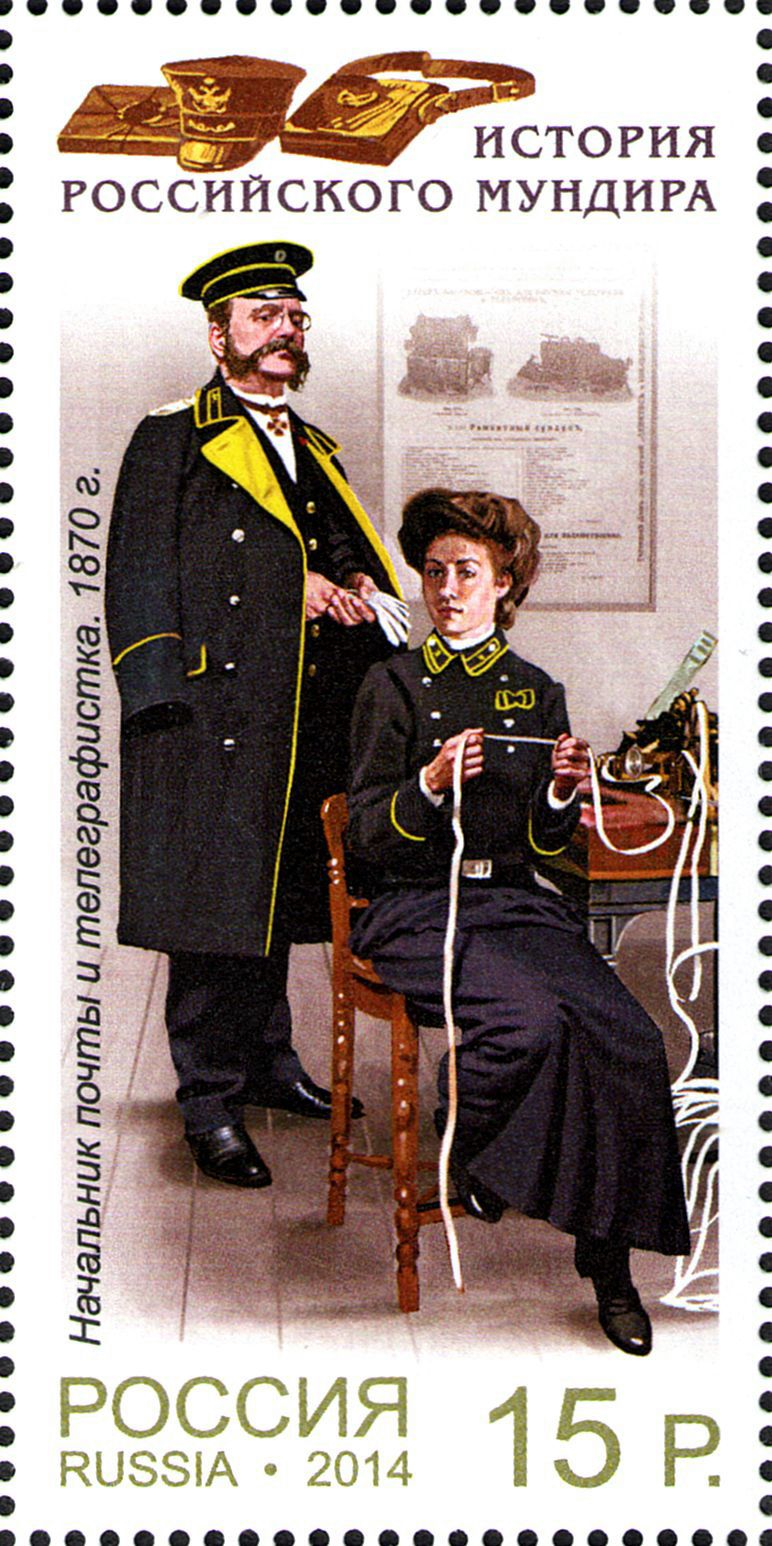
Начальник почты и телеграфистка. 1870 г.

Управление было создано 22 мая 1884 года в составе Министерства внутренних дел (МВД) Российской империи в результате объединения в едином ведомстве почтовой и телеграфной отраслей связи. Реорганизация ведомства была осуществлена в целях сокращения расходов по содержанию почтовых и телеграфных контор. Первым начальником ГУПТ стал Николай Александрович Безак, бывший директор телеграфного департамента.
При начальнике ГУПТ, под его председательством, состояло общее присутствие; его ведению подлежали производство торгового дела о последствиях торгов и рассмотрение вопросов особой важности. Для рассмотрения технических вопросов при ГУПТ, под председательством одного из помощников начальника Главного управления, состоял технический комитет. При ГУПТ были учреждены, далее, отдел приёма и рассылки знаков почтовой оплаты и главное депо почтово-телеграфных материалов.
Высшая распорядительная власть по почтовой части была сосредоточена в руках министра внутренних дел, которому, между прочим, было предоставлено:
1. учреждать, закрывать и переносить из одного разряда в другой почтовые места;
2. разрешать ход почт;
3. определять число нижних почтовых служителей и их оклады, не выходя из общей суммы, назначенной на этот предмет по смете;
4. делать изменения в операциях, таксах и т. д. почтового ведомства, а также преобразовывать местные почтовые и телеграфные учреждения на началах возможного объединения их и сокращения числа должностей.

По закону 28 мая 1885 года для заведования на местах почтовой и телеграфной частями были учреждены почтово-телеграфные округа первого и второго разрядов, числом 35. Только почтовые учреждения Санкт-Петербурга, Москвы, Варшавы и Одессы состояли в непосредственном ведении Главного управления.
В Петербурге и Москве были оставлены почтамты, управлявшиеся почт-директорами. На начальников округов были перенесены права и обязанности управлявших почтовой частью в губерниях, за исключением лишь непосредственного заведования почтовым делом в губернских почтовых конторах; таким образом, им принадлежала власть надзирающая и распорядительная.
Для приёма и передачи корреспонденции были учреждены в городах и других населённых местностях почтово-телеграфные конторы (шести разрядов), почтово-телеграфные отделения, почтовые конторы (шести разрядов) и почтовые отделения; заведующим этими учреждениями было присвоено наименование начальников контор или отделений. В почтово-телеграфных конторах были учреждены должности помощников начальников.
В Санкт-Петербурге и Москве, наряду с городскими почтовыми отделениями, существовали ещё «отделы городской почты», на которые были возложены приём заказной корреспонденции и доставка адресатам через почтальонов всякого рода корреспонденции, поступавшей в отделы из почтамта.
В 1890 году почтовая часть Великого княжества Финляндского была соединена с почтовой частью в Российской империи, причём министру внутренних дел было предоставлено вводить в Финляндии действовавшие в империи постановления по почтовой части. С тех пор финляндский почт-директор определялся высочайшей императорской властью по представлению генерал-губернатора, основанному на соглашении с министром внутренних дел. Назначение на прочие должности по финляндскому почтовому ведомству производлось на прежнем основании, но должностные лица, определявшиеся финляндским сенатом, избирались по соглашению с начальником ГУПТ.

### XX век
В 1903 году в Российской империи (включая Финляндию) насчитывалось 5988 местных почтово-телеграфных и почтовых учреждений ГУПТ, в том числе:
- почтово-телеграфных — 2711,
- почтовых — 3277.

На 1 января 1905 года в ведомстве почт и телеграфов работало 21 907 служащих, а также было 3227 телеграфных учреждений.
К 1912 году в подчинении ГУПТ состояли:
- 46 территориальных управлений,
- 12 отделов перевозки почты по железной дороге,
- два почт-директората (почтамта) в Санкт-Петербурге и Москве,
- 29 почтово-телеграфных округов,
- два городских телеграфа и
- один телеграфный округ (в Финляндии).

В свою очередь, в ведении управлений почтово-телеграфных округов находились почтовые или почтово-телеграфные конторы в губерниях, уездных и других городах, которым далее подчинялись почтовые или почтово-телеграфные отделения на территории данного города или в данном уезде.
После Февральской революции, 5 мая 1917 года, ГУПТ было выделено из МВД и реформировано в самостоятельное Министерство почт и телеграфов.

## Знаки различия
| Описание                                                           | Знаки различия чинов | Знаки различия чинов             | Знаки различия чинов | Знаки различия чинов | Знаки различия чинов | Знаки различия чинов | Знаки различия чинов                                                                   | Знаки различия чинов                                                                              | Знаки различия чинов | Знаки различия чинов   | Знаки различия чинов                       | Знаки различия чинов                    |
| Погоны (1865–1869)                                                 |                      |                                  |                      |                      |                      |                      |                                                                                        |                                                                                                   |                      |                        |                                            |                                         |
| ------------------------------------------------------------------ | -------------------- | -------------------------------- | -------------------- | -------------------- | -------------------- | -------------------- | -------------------------------------------------------------------------------------- | ------------------------------------------------------------------------------------------------- | -------------------- | ---------------------- | ------------------------------------------ | --------------------------------------- |
| Погоны (1865–1869)                                                 |                      |                                  |                      |                      |                      |                      |                                                                                        | [ 7 ]                                                                                             |                      |                        |                                            |                                         |
| Погоны (1876—1885)                                                 |                      |                                  |                      |                      |                      |                      |                                                                                        |                                                                                                   |                      |                        |                                            |                                         |
|                                                                    |                      |                                  |                      |                      |                      |                      |                                                                                        | [ 8 ]                                                                                             |                      | [ 9 ]                  | [ 10 ]                                     |                                         |
| Плечевые знаки (1894—1903)                                         |                      |                                  |                      |                      |                      |                      |                                                                                        |                                                                                                   |                      |                        |                                            |                                         |
|                                                                    |                      |                                  |                      |                      |                      |                      |                                                                                        |                                                                                                   |                      |                        |                                            |                                         |
| Клапаны на воротнике сюртука или кителя (с 1903)                   |                      |                                  |                      |                      |                      |                      |                                                                                        |                                                                                                   |                      |                        |                                            |                                         |
|                                                                    |                      |                                  |                      |                      |                      |                      | Для чиновников откомандированных в другие ведомства, частные и общественные учреждения |                                                                                                   |                      | [ 11 ]                 |                                            |                                         |
| Клапаны на воротнике пальто, шинели и укороченного пальто (с 1903) |                      |                                  |                      |                      |                      |                      |                                                                                        |                                                                                                   |                      |                        |                                            |                                         |
|                                                                    |                      |                                  |                      |                      |                      |                      |                                                                                        | Для чиновников, откомандированных в другие ведомства, а также в частные и общественные учреждения |                      | [ 11 ]                 |                                            |                                         |
| Класс по «Табели о рангах»                                         | III                  | IV                               | V                    | VI                   | VII                  | VIII                 | IX                                                                                     | X                                                                                                 | XII                  | XIV                    |                                            |                                         |
| Наименование чина                                                  | Тайный советник      | Действительный статский советник | Статский советник    | Коллежский советник  | Надворный советник   | Коллежский асессор   | Титулярный советник                                                                    | Коллежский секретарь                                                                              | Губернский секретарь | Коллежский регистратор | Без чина, на должности не ниже VIII класса | Без чина, на должности ниже VIII класса |
| Тип погон                                                          | Генеральские         | Генеральские                     | Генеральские         | Штаб-офицерские      | Штаб-офицерские      | Штаб-офицерские      | Обер-офицерские                                                                        | Обер-офицерские                                                                                   | Обер-офицерские      | Обер-офицерские        | Чиновник без чина                          | Чиновник без чина                       |

## Руководители

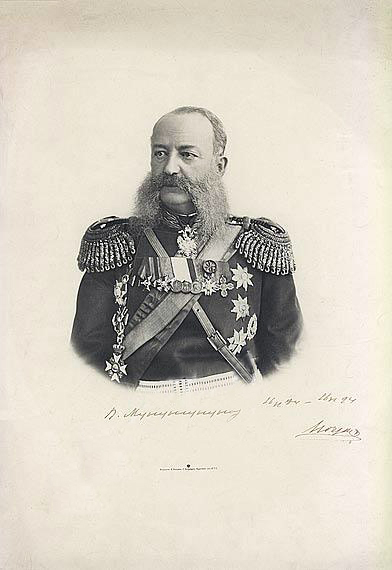
Н. А. Безак — директор телеграфного департамента МВД, первый начальник Главного управления почт и телеграфов (31 августа 1882 — 22 июля 1895)

Начальниками Главного управления почт и телеграфов в разные годы были следующие лица:
- Н. А. Безак (1884—1895),
- Н. И. Петров (1895—1903),
- Е. К. Андреевский (1903),
- П. Н. Дурново (1904—1905),
- М. П. Севастьянов (1905—1913),
- В. Б. Похвиснев (1913—1917).

## Эмблема
Эмблемой ГУПТ были два почтовых рожка, означавших почту, и две молнии, символизировавшие телеграф. Эта эмблема была изображена на почтовых марках России, выпущенных после 1884 года.

Эмблема Главного управления почт и телеграфов на стандартных марках Российской империи (под двуглавым орлом)
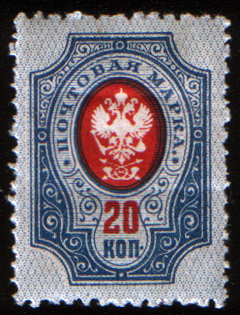
Тринадцатый выпуск, 1903
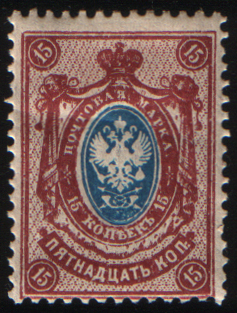
Четырнадцатый выпуск, 1904
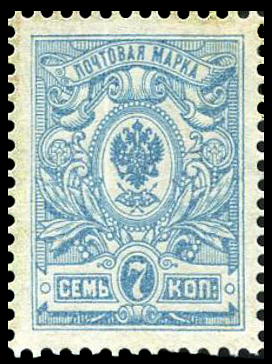
Семнадцатый выпуск, 1908, «Три жемчужины»
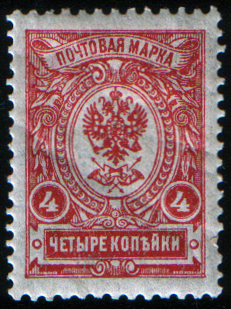
То же, 1909
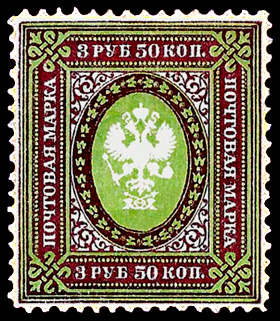
Двадцать второй выпуск, 1917

| Эмблема ГУПТ на стандартных марках Великого княжества Финляндского (под двуглавым орлом) | Эмблема ГУПТ на стандартных марках Великого княжества Финляндского (под двуглавым орлом) | Эмблема ГУПТ на стандартных марках Великого княжества Финляндского (под двуглавым орлом) |
| ---------------------------------------------------------------------------------------- | ---------------------------------------------------------------------------------------- | ---------------------------------------------------------------------------------------- |
|                                                                                          |                                                                                          |                                                                                          |
| Восьмой выпуск, 1891 (Sc #56)                                                            | То же (Sc #66)                                                                           |                                                                                          |

## Печатный орган
Начиная с 1884 года Управлением ежемесячно издавался официальный орган — «Сборник распоряжений по Главному управлению почт и телеграфов», переименованный в 1888 году в «Почтово-телеграфный журнал» (редактор — Н. Е. Славинский).
Кроме того, ежегодно выходило ещё одно издание ГУПТ — «Почтово-телеграфная статистика».

## Музей
При ГУПТ действовал Почтово-телеграфный музей, основанный в 1872 году Н. Е. Славинским.